# مارشال أ. كوهن
مارشال أ. كوهن هو مصرفي ومحامي كندي، ولد في 28 مارس 1935.

## وصلات خارجية
- مارشال أ. كوهن على موقع إن إن دي بي (الإنجليزية)